# Opostirus exsectus
Opostirus exsectus is een keversoort uit de familie somberkevers (Zopheridae). De wetenschappelijke naam van de soort werd in 1865 gepubliceerd door Theodor Franz Wilhelm Kirsch.
O. exsectus is de enige soort in het geslacht Opostirus. Ze werd ontdekt in Bogotà (Colombia).